# Leandro Montagud
Leandro Montagud Balaguer, conocido como Leandro (28 de febrero de 1989, Albalat de la Ribera), es un futbolista español que juega en la Unión Deportiva Alzira de Segunda División RFEF como portero.

## Trayectoria
Empezó jugando como lateral izquierdo en el equipo de su pueblo, el Athletic Albalat pero ante la falta de cancerbero se puso bajo palos. Pasó a la EMFU l'Alcúdia donde jugó tres temporadas y recaló en el Cadete A de la UD Alzira. En esa misma campaña subió al Juvenil B alzirista. 
Un producto de la cantera del Elche CF, debutó en el primer equipo el 20 de marzo de 2010, sustituyendo a Wilfredo Caballero, que tuvo que marcharse expulsado.
Durante la temporada 2009-2010 fue tercer portero del Elche CF por detrás de Wilfredo Caballero y Jaime. La temporada 2010-2011 también la comienza como tercer portero, pero en enero de 2011 Wilfredo Caballero es traspasado al Málaga CF, lo que favorece a Leandro, que se convierte en el segundo portero del Elche CF, jugando un partido de titular frente al Granada CF en la jornada 41.
Durante la temporada 2018-2019 juega en el RCD Mallorca.
En julio de 2019 se anuncia su regreso a la Cultural y Deportiva Leonesa
En septiembre de 2020, ficha por el Orihuela CF de la Segunda División B de España.
En julio de 2021, firma como jugador de la Agrupación Deportiva Ceuta Fútbol Club de la Segunda Federación, con el que lograría el ascenso a la Primera Federación.
A principios de enero de 2023 firma por la Unión Deportiva Alzira, en cuya cantera jugó en la temporada 2004-05, en el Cadete A y Juvenil B. Al no producirse la salida de un portero, es cedido al Torrent Club de Fútbol de la Tercera División RFEF con el que juega 15 partidos, los seis de play-off y asciende a Segunda División RFEF.

## Clubes
| Club                                   | País   | Temporadas | Partidos | Goles |
| -------------------------------------- | ------ | ---------- | -------- | ----- |
| Elche Ilicitano                        | España | 2006-2010  |          |       |
| Torrellano CF                          | España | 2010-2011  |          |       |
| Elche CF                               | España | 2011-2012  | 7        | 13    |
| SD Ponferradina                        | España | 2012-2013  | 4        | 10    |
| Levante UD B                           | España | 2013-2014  | 32       | 50    |
| Cultural Leonesa                       | España | 2014-2017  | 55       | 56    |
| CF Villanovense                        | España | 2017-2018  | 34       | 28    |
| RCD Mallorca                           | España | 2018-2019  | 1        | 2     |
| Cultural Leonesa                       | España | 2019-2020  | 31       | 31    |
| Orihuela CF                            | España | 2020- 2021 | 18       | 26    |
| Agrupación Deportiva Ceuta Fútbol Club | España | 2021- 2023 | 50       | 48    |
| Torrent Club de Fútbol                 | España | 2023       | 11       | 8     |
| Unión Deportiva Alzira                 | España | 2023 - ... |          |       |